# Iwankiwci (rejon starosieniawski)
Iwankiwci (ukr. Іванківці; pol. Iwankowce) – wieś na Ukrainie w rejonie starosieniawski obwodu chmielnickiego.

## Pałac
- pałac wybudowany w latach 1903-1904 przez Bogdana Głębockiego, nakryty dachem dwuspadowym, w części środkowej piętrowy, od frontu portyk z czterema pseudokolumnami podtrzymującymi balkon, z boku wieża[2]. Stary piętrowy dwór, nakryty dachem czterospadowym, został zamieniony na oficynę[3].